# Alleshausen
Alleshausen település Németországban, azon belül Baden-Württembergben. Lakosainak száma 551 fő (2023. december 31.).

## Népesség
A település népessége az elmúlt években az alábbi módon változott:
| Lakosok száma | 415  | 389  | 442  | 429  | 452  | 456  | 484  | 505  | 471  | 551  |
|               | 1961 | 1967 | 1974 | 1980 | 1986 | 1993 | 1999 | 2005 | 2012 | 2023 |